# 文莱政治
文莱的政治制度，始於其沿袭自14世纪以来相同的苏丹王朝，是国家和政府的领袖。雖然汶萊一度淪為英國的保護地，但汶萊蘇丹在當地的統治並未有中止過。汶萊的政治體制承傳自英國，所以亦奉行行政、立法及司法三權分立，儘管現時當地的立法權力已被蘇丹完全接管。

## 政府
根據當地於1959年訂定的憲法，汶萊蘇丹是國家元首，並有完全的行政權力，包括自1962年開始被賦與的緊急權力。

## 立法
根據當地於1959年訂定的憲法，當地的立法機關Majlis Masyuarat Negeri需由選舉產生，但自從1962年之後，未有任何新的選舉。當時政府為了禁制汶萊人民黨而頒布緊急狀態令，下令解散立法議會。此後，從1970年開始，立法會議的所有成員都有汶萊蘇丹任命。
現時汶萊政府積極推行政制改革，當中包括恢復汶萊立法會的選舉，但預計數年之內都未能成事。

## 領土糾紛
現時汶萊與周邊國家裡的馬來西亞和中華人民共和國有領土糾紛。
汶萊的國土被馬來西亞一分為二，之間的水域誰屬，存在著爭議的空間。另外，汶萊亦聲稱擁有砂拉越的主權，不过已经放弃。
此外，汶萊與南沙群島接鄰，雙方的界線在哪裡，還未有定案。中國聲稱其領土最南端的曾母暗沙，目前由汶萊控制。

## 外部連結
- 汶萊政府網址 （页面存档备份，存于）